# 1323
1323 (MCCCXXIII) je bilo navadno leto, ki se je po julijanskem koledarju začelo na soboto.

## Dogodki

### Slovenija
- 30. januar - prva omemba Celja; v sporazumu sta Ulrik V. Pfanberški in Elizabeta Goriška Konradu Aufensteinskemu zastavila svojo polovico celjske posesti za 500 mark srebra.[1]

### Anglija
- 3. januar - Angleški plemič Andrew Harclay, 1. grof Carlisle, ki je za zmago nad uporniki v vojni proti Despenserjema (mlajšemu in starejšemu) in je vsa leta varoval škotsko-angleško mejo, na lastno pest opravi mirovna pogajanja s škotskim kraljem Robertom Brucom. Angleški kralj Edvard II. obtoži grofa Carisleha veleizdaje in izda nalog za njegovo aretacijo.
- 3. marec - S torturo[2] je zaradi veleizdaje usmrčen Andrew Harclay, kar pa ne spremeni dejstva, da je Edvard II. v očeh podanikov nesposoben kralj. Manj kot tri mesece po usmrtitvi namreč kralj Edvard II. sklene mir z Robertom Brucom za trinajst let.[3]
- Angleška kraljica Izabela se nepopravljivo spre s kraljevim zaupnikom Despenserjem mlajšim, čeprav sta si bila že prej sovražna. Soprog kralj Edvard II. se postavi na stran Despenserjev in ji odvzame kraljeva pooblastila. Despenserja začneta s čistko med angleškim plemstvom in zapirata vse njune politične nasprotnike in tiste, za katere menita, da bi ju lahko ogrozili. V temnicah ne končajo samo sumljivi posamezniki temveč cele družine, z ženskami, otroci in starostniki vred. Prilastita si še njihova posestva in bogastvo.  1324 ↔

### Francija
- 6. marec - Pariški sporazum 1323: sklenjen je mirovni sporazum med francoskim kraljem Karlom IV. in holandskim grofom[4] Vilijemom III.. Flandrijski grof in francoska marioneta Ludvik I. se odpove zahtevam po grofiji Zeeland, Vilijem III. pa se odpove Flandriji. S tem Karel IV. doseže, da njegove ambicije v bogati Flandriji ne bodo ovirali sosednji Holandci.
- oktober - Francoski kralj Karel IV. zahteva od angleškega kralja Edvarda II., da se mu pride poklonit v Francijo kot vojvoda Gaskonije[5] Prav tako hoče namestiti v Gaskoniji francoske uradnike. Povod za novo vojno se zgodi, ko skupina angleških vojakov do smrti linča francoskega oficirja, ki je bil pristojen za gradnjo nove francoske utrdbe na nikogaršnjem ozemlju med Gaskonijo in Francijo. 1324 ↔
- november - Začetek kmečkega upora v Flandriji proti flandrijskemu grofu Ludviku I., ki je poskušal zvišati dajatve in nastavljati francoske uradnike. Upor se najprej začne na podeželju, zato dobi značilnosti kmečkega upora, vendar kmalu potegne vase še mesta. Vodi ga premožni kmečki svobodnjak Nicolaas Zannekin. 1324 ↔
- Na francoski dvor prispe češki princ Venčeslav Luksemburški, kasnejši rimsko-nemški cesar Karel IV.[6].

### Ostalo
- 20. februar - Norveški parlament se upre regentki Ingeborg Hakonardottir, ki vlada Norveški in Švedski v imenu mladoletnega kralja Magnusa VII.[7] in ji odvzame večino regentskih pooblastil. Podobne težave ima regentinja tudi na Švedskem.
- 11. april - Pokol Pisancev na Sardiniji. Sardinska žepna kraljevina Arboreja ob podpori Aragoncev napade pisanska in genovska obalna mesta na Sardiniji. 1324 ↔
- 18. julij - Avignon: papež Janez XXII. kanonizira cerkvenega učitelja Tomaža Akvinskega.
- 12. avgust - Nöteborški sporazum: med Švedsko in Novgorodom je sklenjen mirovni in razmejitveni sporazum. Nova razdelitev poseže v pravice Fincev in Karelijcev, ki nimajo besede pri odločanju.
- 4. september - Državni udar in atentat na mongolskega vrhovnega kana Šidebalo. Ker ni želel več biti marioneta, ga umorijo privrženci umrle cesarice-vdove Dadu. Za novega vrhovnega kana predlagajo Jesun Temurja, ki s hitro akcijo poboja nekaterih zarotnikov dokaže, da noče biti marioneta, ampak pravi kagan. Preostale zarotnike razžene po raznih kotih imperija. Jesun Temur se pri vladanju namesto na kitajsko konfucijansko uradništvo opre na mongolske in muslimanske uradnike.
- 16. oktober - Umrlega savojskega grofa Amadeja V. nasledi sin Edvard.
- 18. oktober - Papež Janez XXII. začne s procesom za izobčenje nemškega kralja in rimsko-nemškega cesarja Ludvika IV..
- 16. november - Umre meissenški mejni grof in turinški deželni grof Friderik I.. Zadnji dve leti je bil paraliziran zaradi možganske kapi. Nasledi ga mladoletni sin Friderik II.
- neznan datum: v neznani bitki[8], padeta kralja Galicije-Volinje in brata  Andrej II. in Lev II.. Volinijo si priključijo Litvanci, v Galiciji prevzamejo oblast bojarji, ki za kralja okličejo poljskega princa Boleslava Jurija II.
- Litvanski veliki knez Gediminas napiše šest pisem, ki so prvi ohranjeni dokumenti Velike litvanske kneževine. V drugem[9] od šestih pisem se sklicuje, da so Litvanci ostali pri poganstvu in se niso pokristjanili zaradi sosednjih brutalnih tevtonskih vitezov.
  - Isto pismo prvič omenja prestolnico Litve Vilno.
- Palatinskega grofa Kefalonije in epirskega vladarja Nicolo Orsinija umori brat Ivan II., ki se s tem polasti Kefalonije in Epirskega despotata.
- Papež Janez XXII. ponovno odpre kontroverzo med dominikanci in frančiškani glede uboštva Kristusa in apostolov. Polemiko nato izrabi za izdajo nove bule Quum inter nonnullos. V tej buli razglasi, da je vsaka doktrina, ki trdi, da Kristus in apostoli niso imeli lastnine, krivoverska. 1324 ↔
- Toulouse: ustanovljena je Akademija cvetličnih iger (Acadèmia dels Jòcs Florals ) [10], najstarejše literarno združenje, pesniško združenje za promocijo okcitanske trubadurske lirike.
- Aleksandrija: niz potresov dokončno poruši aleksandrijski svetilnik Faros, eno do takrat še ohranjenih sedmih čudes sveta.

## Rojstva
- 10. november - Filip II., francoski plemič, grof Auvergne in Boulogne († 1346)

Neznan datum
- Bernabò Visconti, vladar Milana († 1385)
- Dimitrij Konstantinovič, vladmirski veliki knez († 1383)
- Karel Draški, napolitanski princ, vojvoda Drača († 1348)
- Manuel II. Veliki Komnen, trapezuntski cesar († 1333)
- Nicole Oresme, francoski škof, matematik, astronom, filozof († 1382)

## Smrti
- 18. januar - Katarina Habsburška, vojvodinja Kalabrije (* 1295)
- 3. marec - Andrew Harclay, angleški plemič, 1. grof Carlisle, vojskovodja (* 1270)
- 25. marec - Marija Ogrska, neapeljska kraljica (* 1257)
- 4. september - Šidebala[11], mongolski vrhovni kan, cesar dinastije Yuan (* 1303)
- 16. oktober - Amadej V., savojski grof (* 1249)
- 16. november - Friderik I., mejni grof Meissena, deželni grof Turingije (* 1257)

Neznam datum
- Avguštin Kažotić, zagrebški škof, blaženi (* 1260)
- cesar Gong, dinastija Južni Song (* 1271)
- Hervaeus Natalis, francoski dominikanski mojster, teolog (* 1260)
- Jurij II. Terter, bolgarski car (* 1300. leta)
- Lamba Doria, genovski admiral (* 1245)
- Nicola Orsini, palatinski grof Kefalonije, epirski vladar (* 1295)
- neznan datum: 
  - Andrej II. Galicijski, (so)kralj Galicije-Volinje
  - Lev II. Galicijski, (so)kralj Galicije-Volinje